# 方廷克里克 (伊利諾伊州)
方廷克里克（英語：Fountain Creek）是位於美國伊利諾伊州易洛魁縣的一個非建制地區。該地的面積和人口皆未知。

## 地理
方廷克里克的座標為40°30′58″N 87°48′39″W / 40.51611°N 87.81083°W，而該地的平均海拔高度為207米（即679英尺）。